# Coccoloba zebra
Coccoloba zebra är en slideväxtart som beskrevs av August Heinrich Rudolf Grisebach. Coccoloba zebra ingår i släktet Coccoloba och familjen slideväxter. Inga underarter finns listade i Catalogue of Life.